# Spot Image

Sede di Spot Image a Tolosa

Spot Image, un'impresa pubblica francese fondata nel 1982 dall'Agenzia spaziale francese:Centre national d'études spatiales (CNES), la IGN, e i produttori del settore spaziale (Matra, Alcatel, SSC, etc.) è una filiale di EADS Astrium (99%). 
La società è un operatore commerciale per i satelliti d'osservazione della Terra SPOT.